# Vincent Quivet
Vincent Quivet, né le 13 août 1983, est un joueur de rugby à XV évoluant au poste de deuxième ligne (1,95 m pour 110 kg).

## École de rugby
- RCVS Pont de Veyle (Ain)

## Carrière
- US bressane
- 2004-2007 : FC Grenoble
- 2008-2013 : Union sportive romanaise et péageoise

## Palmarès
- International universitaire : 
  - 2005 : 2 sélections (Angleterre U, 2 fois).
  - 2006 : 1 sélection (Angleterre U).